# Lars Thunell (författare)
Lars Thunell, född 1957, är en författare och grafisk formgivare. Han har skrivit serien om Henrietta Rapp. Huvudpersonen beskrivs som "färgstark, egensinnig och stark" av Dast Magazine. Serien utspelar sig i Dalarna. Förutom serien om Henrietta Rapp, har Lars Thunell, skrivit romanerna Vargbyn, som väckte debatt i jaktkretsar, Hanoi Graceland och Pojken i ån samt en humorbok om refuseringar. Tillsammans med Dag Öhrlund har Lars Thunell även skrivit satirboken Den ädla konsten att vara elak. 